# جلین (سبزوار)
جلین (Jolein)، روستایی است از توابع بخش مرکزی شهرستان سبزوار استان خراسان رضوی ایران.

## جمعیت
این روستا در دهستان رباط قرار داشته و بر اساس سرشماری سال ۱۳۸۵ جمعیت آن ۴۶۷ نفر (۱۴۸ خانوار)
بوده است.